# Von guten Mächten
"Von guten Mächten" (Door goede machten trouw en stil omgeven) is een christelijk gedicht dat Dietrich Bonhoeffer in 1944 schreef toen hij gevangen zat in de keldergevangenis van het hoofdbureau van de Rijksveiligheid vanwege zijn verzet tegen de nazi's. Het is zijn laatste theologische tekst voordat hij werd geëxecuteerd op 9 april 1945. Het werd een veel gezongen gezang op verschillende melodieën en is verschenen in de huidige Duitse gezangenboeken.
De zevende en laatste strofe “Von guten Mächten wunderbar geborgen” respectievelijk “In goede machten liefderijk geborgen” wordt als refrein gebruikt in deze populaire vertolking

## Geschiedenis
Bonhoeffer werd op 5 april 1943 gearresteerd als prominent tegenstander van het naziregime en werd in verschillende gevangenissen vastgehouden. Zijn geschriften in de gevangenis toonden een nieuwe dimensie in zijn theologie. Vanaf midden 1944, rond de tijd van het complot van 20 juli, begon hij ook gedichten te schrijven.
Op 8 oktober 1944 werd hij overgeplaatst naar het hoofdbureau van de Rijksveiligheid in Berlijn. Van daaruit schreef hij op 19 december 1944 aan zijn verloofde Maria von Wedemeyer, waarbij hij het gedicht toevoegde met de opmerkingen “ein paar Verse, die mir in den letzten Abenden einfielen” (een paar verzen die me de laatste avonden te binnen schoten) en “als ein Weihnachtsgruß für Dich und die Eltern und Geschwister” (als kerstgroet voor jou en de ouders en broers en zussen). Het gedicht verwijst zowel naar zijn eigen situatie als die van zijn familie: hij werd mogelijk geëxecuteerd, zijn broer Klaus en zijn zwagers Hans von Dohnanyi en Rüdiger Schleicher zaten in de gevangenis, zijn broer Walter was gesneuveld als soldaat en zijn tweelingzus Sabine had het land verlaten met haar Joodse man Gerhard Leibholz.
Bonhoeffers brieven aan Maria waren niet bedoeld om gepubliceerd te worden. Ze maakte een kopie voor familieleden voor Kerstmis 1944. Een afgeleide uitgetypte kopie verscheen voor het eerst in Genève in 1945 in het oecumenische Gedenkschrift Dietrich Bonhoeffer: Das Zeugnis eines Boten. Deze versie werd als authentiek beschouwd toen Eberhard Bethge het opnam in zijn verzameling van Bonhoeffers brieven, Widerstand und Ergebung ('Verzet en Ontslag'), in 1951. De brief wijkt op vier punten af van het origineel en diende als basis voor hymneversies. Toen de originele brief in 1988 werd gepubliceerd, werd hij afgedrukt in de kritische editie van Dietrich Bonhoeffer Werke, vol. 8 (1998). Het protestantse gezangboek Evangelisches Gesangbuch uit 1993 gebruikte de originele tekst daarna gevolgd door andere gezangboeken en liederenboeken.

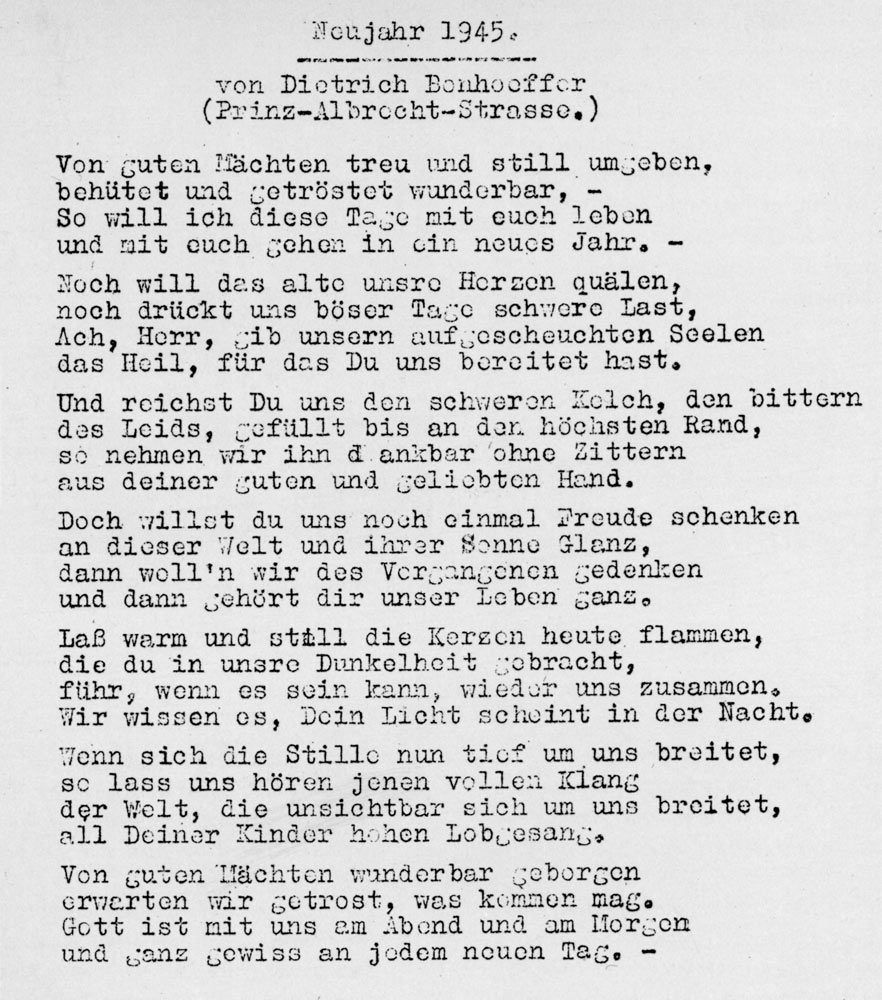
Getypte versie uit 1945, waarvan men tot 1988 dacht dat deze authentiek was

## Vorm en tekst
Het gedicht bestaat uit zeven even strofen, verschillend van Bonhoeffers andere poëtische teksten uit die periode, zoals "Glück und Unglück", "Wer bin ich?", "Der Freund", "Vergangenheit". De zeven strofen zijn genummerd zoals in een gezangboek, waarschijnlijk om de volgorde te verduidelijken.
| Duitse originele tekst | Nederlandse vertaling |
| 1. Von guten Mächten treu und still umgeben, behütet und getröstet wunderbar, so will ich diese Tage mit euch leben und mit euch gehen in ein neues Jahr.                         | Door goede machten trouw en stil omgeven, behoed, getroost, zo wonderlijk en klaar, zo wil ik graag met u, mijn liefsten, leven, en met u ingaan in het nieuwe jaar.             |
| 2. Noch will das alte unsre Herzen quälen, noch drückt uns böser Tage schwere Last. Ach Herr, gib unsern aufgeschreckten Seelen das Heil, für das du uns geschaffen hast.         | Wil nog de oude pijn ons hart vernielen, drukt nog de last van 't leed dat ons beklemt, o Heer, geef onze opgejaagde zielen het heil waarvoor Gij zelf ons hebt bestemd.         |
| 3. Und reichst du uns den schweren Kelch, den bittern des Leids, gefüllt bis an den höchsten Rand, so nehmen wir ihn dankbar ohne Zittern aus deiner guten und geliebten Hand.    | En wilt Gij ons de bitt're beker geven met gal gevuld tot aan de hoogste rand, dan nemen wij hem dankbaar zonder beven aan uit uw goede, uw geliefde hand.                       |
| 4. Doch willst du uns noch einmal Freude schenken an dieser Welt und ihrer Sonne Glanz, dann wolln wir des Vergangenen gedenken, und dann gehört dir unser Leben ganz.            | Maar wilt Gij ons nog eenmaal vreugde schenken om deze wereld en haar zonneschijn, leer ons wat is geleden dan herdenken, geheel van U zal dan ons leven zijn.                   |
| 5. Laß warm und hell die Kerzen heute flammen, die du in unsre Dunkelheit gebracht, führ, wenn es sein kann, wieder uns zusammen. Wir wissen es, dein Licht scheint in der Nacht. | Laat warm en stil de kaarsen branden heden, die Gij hier in ons duister hebt gebracht, breng als het kan ons samen, geef ons vrede. Wij weten het, uw licht schijnt in de nacht. |
| 6. Wenn sich die Stille nun tief um uns breitet, so laß uns hören jenen vollen Klang der Welt, die unsichtbar sich um uns weitet, all deiner Kinder hohen Lobgesang.              | Valt om ons heen steeds meer het diepe zwijgen, de eenzaamheid, die nergens uitkomst ziet, laat ons dan allerwege horen stijgen tot lof van U het wereldwijde lied.              |
| 7. Von guten Mächten wunderbar geborgen erwarten wir getrost, was kommen mag. Gott ist bei uns am Abend und am Morgen und ganz gewiß an jedem neuen Tag.                          | In goede machten liefderijk geborgen verwachten wij getroost wat komen mag. God is met ons des avonds en des morgens, is zeker met ons elke nieuwe dag.                          |

De Nederlandse vertaling is gezang 398 uit het Liedboek voor de Kerken.

## Melodieën
De maatsoort van het gedicht past bij geen enkel gezang uit die tijd. Het persoonlijke uitgangspunt maakt dat het niet geschikt om als gemeente te zingen. De vroegste toonzetting door Otto Abel in 1959 gebruikte oorspronkelijk alleen de laatste strofe. Zijn melodie werd gebruikt voor het Evangelisches Gesangbuch als EG 65, in het gedeelte Zur Jahreswende, en in het Mennonitisches Gesangbuch als MG 272 in het gedeelte Durch das Jahr - Jahreswende und Epiphanias.
De tekst is meer dan 70 keer op muziek gezet, waaronder een versie van Joseph Gelineau uit 1971 en een zetting van Kurt Grahl uit 1976. De meest populaire melodie werd geschreven door Siegfried Fietz in 1970. In de stijl van Neues Geistliches Lied gebruikte hij de laatste strofe als refrein, met een andere melodie in een lager toonbereik voor de coupletten. Het komt voor in verschillende regionale delen van het Evangelischen Gesangbuch, en in verschillende regionale delen van het katholieke gezangboek Gotteslob, terwijl het hoofdgedeelte de melodie van Kurt Grahl als GL 430 heeft.